# アルモナステール・ラ・レアル

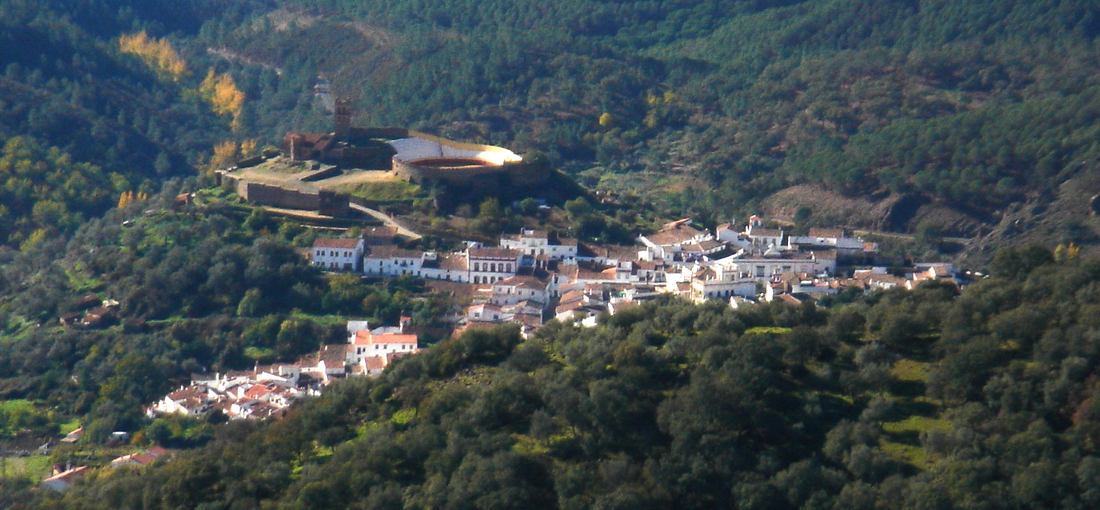
ペーニャ・デ・サン・クリストーバルから望むアルモナステール・ラ・レアル

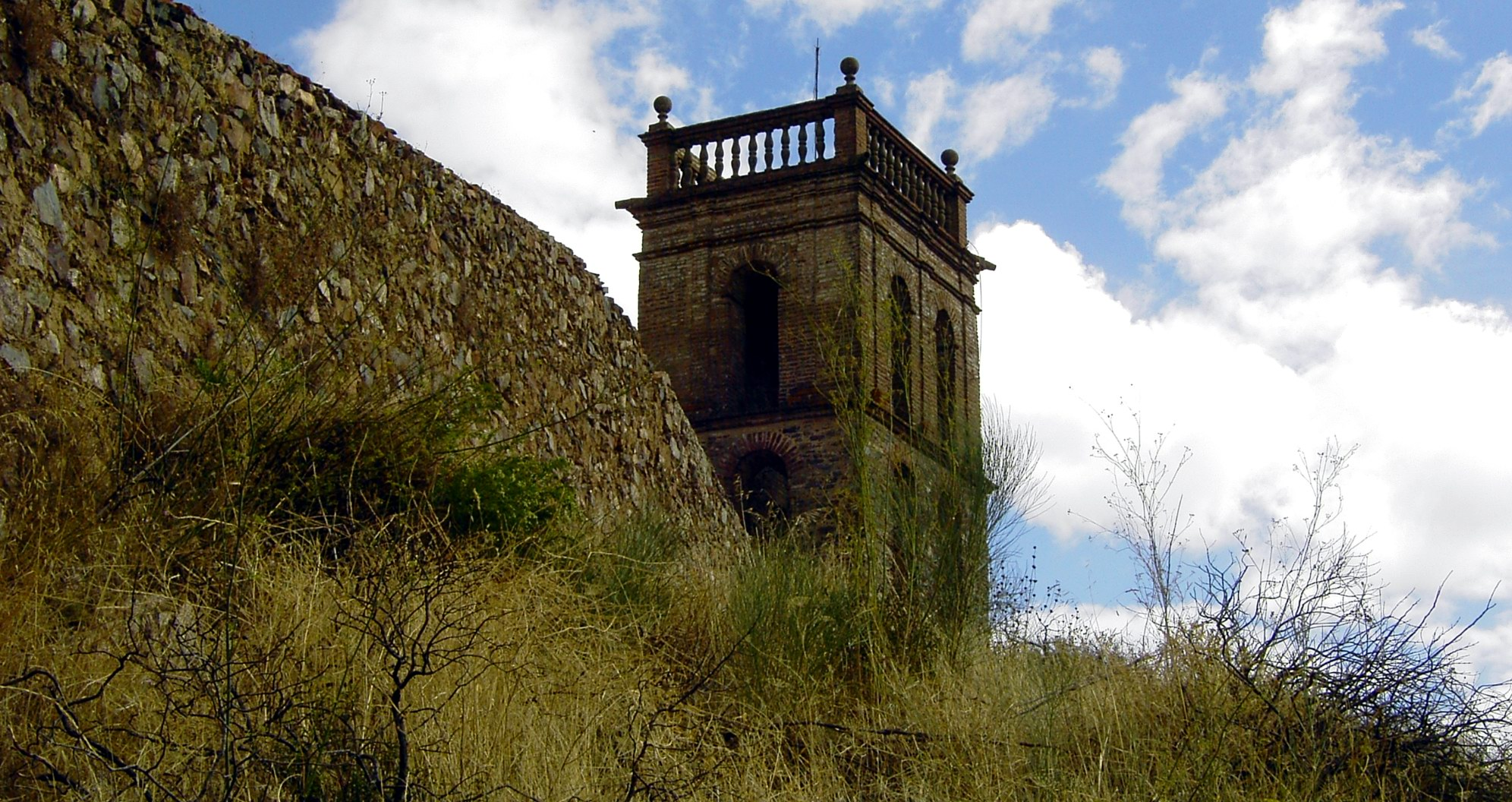
モスク

アルモナステール・ラ・レアル（スペイン語: Almonaster la Real）は、スペイン・アンダルシア州ウエルバ県のムニシピオ（基礎自治体）。
2018年の人口は1,837人。自治体の中心で自治体名にもなっている同名の地区はおよそ600人の人口を有し、そのほかに20ほどの集落があり、自治体中に散らばっている。面積は322km2、人口密度は5.7/km2である。アラセーナから20km、県都ウエルバから100kmの位置にあり、ポルトガルとの国境まで40kmの距離にある。県内で最も高く、海抜891m、セロ・デ・サン・クリストーバル山中にある。

## 地理
アルモナステール・ラ・レアルはアラセーナ山地とアンデバロ地域の中に位置し、面積は322km2ほどで、自治体内にはいくつもの河川が流れ、その川岸の景色は豊かなものになっている。

### 位置と隣接自治体
アルモナステール・ラ・レアルはウエルバ県の北西部に位置し、北はコルテガーナ、ハブーゴと、東はサンタ・アナ・ラ・レアル、アラハル、アラセーナと、西はコルテガーナ、アローチェ、エル・セロ・デル・アンデバロ、そして南はエル・カンピージョ、サラメーア・ラ・レアル、エル・セロ・デル・アンデバエロ、コルテガーナの各自治体と隣接する。

### 地勢
非常に起伏に富んでおり、北部（アラセーナ山中に位置）は標高も高く、南部は低く平坦（エル・アンデバロ地域）である。アルモナステール・ラ・レアルは海抜613mにあり、最高地点はサン・クリストーバル山（Sierra de San Cristóbal）中の地点で916mの高さにある。

### 河川
自治体内を流れる河川で主要なものはオディエル川（Río Odiel）、エスカラーダ川、オリバルガス川、アルモナステール川、カリエンテ川などで、他にはモーロ川（ribera del Moro）アセブーチェ川、リサ川（arroyo la Lisa）などの小河川も流れている。

### 植物相
この地の植物相は非常に豊かである。北部地域は放牧地域でカシやコルク樫などが多く、より高い地域ではクリやquejigoなどが見られる。川の両岸は、ポプラ、トネリコ、ヤナギ、ハンノキなどの樹木が生い茂り回廊のようになっている（Bosque galería）。南部はオニマツ、pino pineaなどのマツやユーカリの林が広がり、木材として使われている。山麓地域ではbosque mediterráneo（地中海性林）が市街地域や集落の里山を形成、平野部には農耕地が広がっている。

### 動物相
自治体内の領域では地中海地域によくみられる種類のものが生息しており、特に際立っているものは猛禽類で、イヌワシ（águila real）、ボネリークマタカ（águila perdicera）、Azor、ハヤブサ（halcón）、ワシミミズク（búho real）やcárabo（フクロウ）などが見られる。また、クロハゲワシ（buitre negro）、 シロエリハゲワシ（buitre leonado）などのかなりの数の群れや、ほかにはイノシシ（jabalí）、シカ、アナウサギ、Perdiz、ツグミ（zorzal）やハトなどが生息している。

## 語源
地名はアラビア語の المنستير al-munastirに由来するが、この語は修道院（el monasterio）を意味するラテン語にさかのぼる。

## 歴史
この地の最初の人類の定住の痕跡は青銅器時代のもので、自治体の南部に遺跡が発見されている。集落内で最も古い遺跡はローマ時代のもので、モスクの内部で発見されている。この時代のものとしては自治体南部にサンタ・エウラリア考古遺跡（Zona arqueológica de Santa Eulalia）がある。
イスラム教徒支配時代、アルモナステール・ラ・レアルは重要拠点であった。この時代にローマおよびビシゴート時代の建物跡に、モスク（城砦）が建てられている。
1230年キリスト教徒側に奪還され、ポルトガル王国の領域となり、後にカスティーリャ王国の手に渡った。そしてセビリア市会の治めるところとなり、セビリア大司教の所領となった。
1822年以降はウエルバ県の領域となった。19世紀からの2世紀間アルモナステール・ラ・レアルは鉱業の街として発展、人口も増大し、20世紀初頭には9000人を超えるほどになり、県内でも有数の人口を数えた。しかし20世紀半ば以降は鉱業も衰退し、移民送出の街となった。

## 人口推移
| アルモナステール・ラ・レアルの人口推移 1900－2010        |
|                                                          |
| 出典：INE（スペイン国立統計局）1900年 - 1991年、1996年 - |

## 建築
- アルモナステール・ラ・レアル・モスク（スペイン語版）

5世紀建造のゴート王国時代の教会堂の上に、その土地が斜面にあったためであろうが、不等辺四角形の床の上に煉瓦や採石場から切り出した石で不規則に積み上げられて建てられていた。おそらくモスクは中央身廊の北に位置する最初の部分に唯一の入り口があったものと思われる。扉と3つの小窓があり、そのうち2つはミフラーブの左側と右側にあり、光は中庭から差し込むだけで薄暗かった。礼拝を行う広間からは17の石棺が発見されているが、詳細は不明である。その古風な特徴からおそらく9世紀の初頭の物であろうと考えられるが、カリフ時代（es）の建築計画によるものであるとも考えられる。礼拝の間の階層構造は2番目の説の方を示唆させる。
- ヌエストロ・セニョール・デ・ラ・ウミルダ・イ・パシエンシア礼拝堂
- サン・セバスティアン礼拝堂
- サンタ・エウラリア礼拝堂（Ermita de Santa Eulalia）
- アルモナステール城跡 - ローマ時代の城砦。城跡だけが残されている。
- サン・マルティン教区教会（Iglesia parroquial de San Martín） - ゴシック=ムデハル様式で、14世紀に建造が開始されたが、16世紀になってようやく完成された。3つの身廊とオリベンサの物を除きスペインで唯一のマヌエル様式（estilo manuelino）の入り口を持つ。
- トレス・フエンテス橋（Puente de las Tres Fuentes） - 自治体内の集落ヒル・マルケス（Gil Márquez）にほど近いところに位置する橋で、ギュスターヴ・エッフェルの弟子たちによって建設された。当初鉄によって建設され、1956年にコンクリートによって覆われた。ラ・リサ川（Arroyo la Lisa、モーロ川の支流）に架かり、ウエルバ - サフラ間の鉄道路線となっている。
- エル・マンサーノ温泉（es:Balneario de El Manzano） - 湯治温泉。ヒル・マルケス集落の県道（HU-7100）沿いに位置する。1910年から1915年にかけて建設された。
- ローマ橋

## 祝祭
- サンタ・クルス祭（Fiestas de la Santa Cruz） - 5月第一日曜
- サンタ・エウラリア巡礼祭り（Romería de Santa Eulalia） - 5月第三土曜

## 出身著名人
- ミゲル・テノーリオ・デ・カスティージャ（スペイン語版）（アルモナステール・ラ・レアル：1818年 - 1916年 ドイツ）:政治家、外交官、イサベル2世の秘書官を務めた。

## 集落
現在アルモナステール・ラ・レアル内には14の集落が存在する：
- ラス・ベレーデス（Las Veredas）
- ヒル・マルケス（Gil Márquez）
- アロージョ（Arroyo）
- アセブーチェ（Acebuche）
- ロス・モラーレス（Los Molares）
- ラ・カナレッハ（La Canaleja）
- エスカラーダ（Escalada）
- アグアフリーア（Aguafría）
- カラバサーレス（Calabazares）
- クエバ・デ・ラ・モラ（Cueva de la Mora）
- ミナ・コンセプション（Mina Concepción）
- パトラス（Patrás）
- モンテブランコ（Monteblanco）
- エスタション・デ・アルモナステール（Estación de Almonaster）